# Novoozereanka
Novoozereanka (în ucraineană Новоозерянка) este o așezare de tip urban din raionul Olevsk, regiunea Jîtomîr, Ucraina. În afara localității principale, nu cuprinde și alte sate.

## Demografie
Componența lingvistică a așezării de tip urban Novoozereanka
     Ucraineană (97,68%)
     Rusă (1,45%)
     Alte limbi (0,72%)
Conform recensământului din 2001, majoritatea populației așezării de tip urban Novoozereanka era vorbitoare de ucraineană (97,68%), existând în minoritate și vorbitori de rusă (1,45%).